# Sebastian Seidl

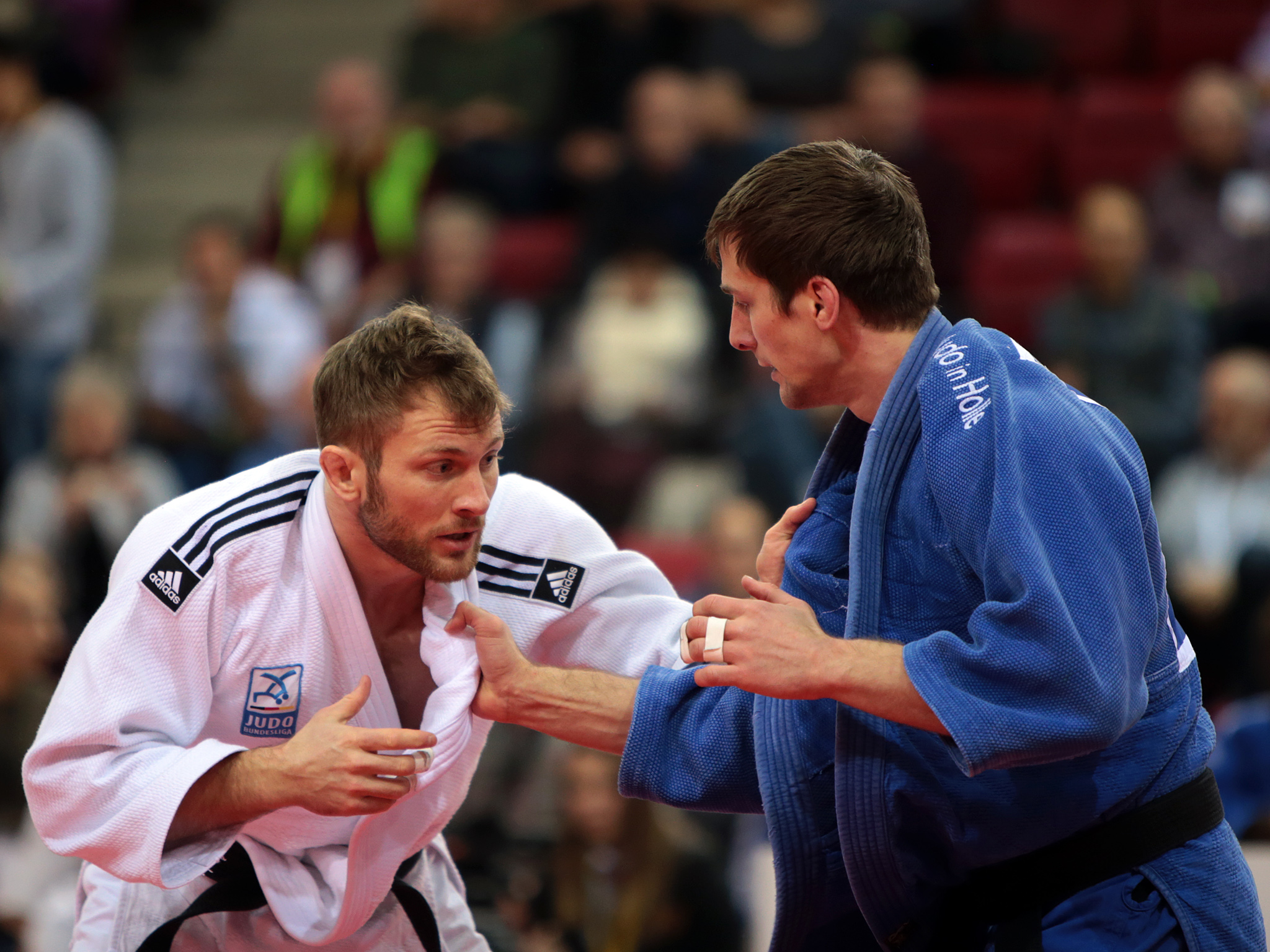
Sebastian Seidl bei den Deutschen Meisterschaften 2018 in Stuttgart.

Sebastian Seidl (* 12. Juli 1990 in Nürtingen) ist ein deutscher Judoka, der in der Gewichtsklasse bis 66 kg antritt.
Seidl gewann 2012, 2014 und 2015 den Titel bei den Deutschen Meisterschaften. 2013 gewann er sowohl bei den Europameisterschaften als auch bei den Weltmeisterschaften die  Bronzemedaille in der Teamwertung, 2014 gehörte er bei den Weltmeisterschaften erneut zum deutschen Team auf dem dritten Platz. Bei den Europaspielen 2015 in Baku gewann Seidl die Bronzemedaille und damit seine erste internationale Einzelmedaille in der Erwachsenenklasse. Bei den Weltmeisterschaften 2015 belegte er den siebten Platz. Seidl nahm an den Olympischen Spielen 2016 teil, schied dort aber in der ersten Runde aus.
Fünf Jahre später schied Seidl bei den Olympischen Spielen in Tokio in der ersten Runde gegen den Russen Jakub Schamilow aus, gewann aber mit dem deutschen Mixed-Team die Bronzemedaille. Für diesen Erfolg erhielten er und  die Mitglieder des deutschen Mixed Teams das Silberne Lorbeerblatt.
Seidl startet für den TSV Abensberg.